# Massacre d'Ein Hashlosha
Le massacre d'Ein Hashlosha se déroule le 7 octobre 2023, lors de l'attaque du Hamas contre Israël, au début de la guerre à Gaza.
Les membres du Hamas, après avoir pénétré en Israël à partir de la  bande de Gaza, perpètrent un massacre dans le kibboutz d'Ein Hashlosha en Israël. Le bilan provisoire est d'au moins quatre personnes tuées lors de l'attaque et « plusieurs familles enlevées ».
Le kibboutz d'Ein Hashlosha est situé dans le Conseil régional d'Eshkol du district sud, au nord-ouest du désert du Néguev, à proximité de la barrière de séparation entre la bande de Gaza et Israël. La communauté est fondée dans les années 1950.